# Idaea stramentata
Idaea stramentata är en fjärilsart som beskrevs av Eduard Friedrich Eversmann 1842. Idaea stramentata ingår i släktet Idaea och familjen mätare. Inga underarter finns listade i Catalogue of Life.